# 卡洛斯·戴加多
卡洛斯·戴加多（Carlos Delgado，1972年6月25日—）為前美國職棒大聯盟的一壘手，生涯曾效力於藍鳥、馬林魚與大都會等隊。
由於有著不錯的打擊能力，2006年被入選為第一屆世界棒球經典賽波多黎各代表隊。

## 棒球生涯

### 多倫多藍鳥 (1993–2004)
大四時，許多大聯盟球隊（辛辛那提紅人、蒙特婁博覽會、紐約大都會、德州遊騎兵和多倫多藍鳥）看中戴加多的潛力並提出合約。最終，他選擇了多倫多藍鳥，並在1993年登上大聯盟。雖然他未在該年的世界大賽上場，不過他仍拿到了一枚世界大賽冠軍戒。
戴加多最初是名投手，在轉為一壘手後，成為大聯盟最具破壞力的長打者之一。他在2000年和2003年兩度入選明星賽，並保有一些藍鳥隊隊史的單季與生涯紀錄；2000年拿下漢克·阿倫獎及《The Sporting News》年度球員獎；1999年、2000年和2003年三度獲選銀棒獎。戴加多是大聯盟史上四位連續十季轟出30發全壘打以上的球員之一，另外有七季超過100分打點。
2003年9月25日，戴加多面對坦帕灣魔鬼魚成為大聯盟史上第14位單場轟出四發全壘打的球員。他在第一局先轟出三分全壘打，接著在第四、第六和第八分別擊出陽春全壘打。該球季他擊出42支全壘打，打下大聯盟最多的145分打點，並在最有價值球員票選中排名第二。另外他還在2003年9月30和9月7日兩度獲選為美聯當週球員。
2004年，戴加多成為自由球員，巴爾的摩金鶯、佛羅里達馬林魚、紐約大都會、西雅圖水手和德州遊騎兵等球隊表達簽約的意願。藍鳥隊因為薪資限制而不選擇續約。

### 佛羅里達馬林魚 (2005)
2005年1月25日，戴加多與馬林魚簽下4年5,200萬的合約。 他在該球季的成績為.301打擊率，.399上壘率，33發全壘打與115分打點（同時也以14次失誤名列大聯盟失誤最多的一壘手）。
球季結束，馬林魚開始進行定期的壓低薪資策略，拋售較高薪資的球員。2005年11月23日，馬林魚將戴加多及700萬美金送至大都會，換來麥克·傑柯布斯（Mike Jacobs）、投手 Yusmeiro Petit 和內野手 Grant Psomas。

### 紐約大都會 (2006年–2009年)

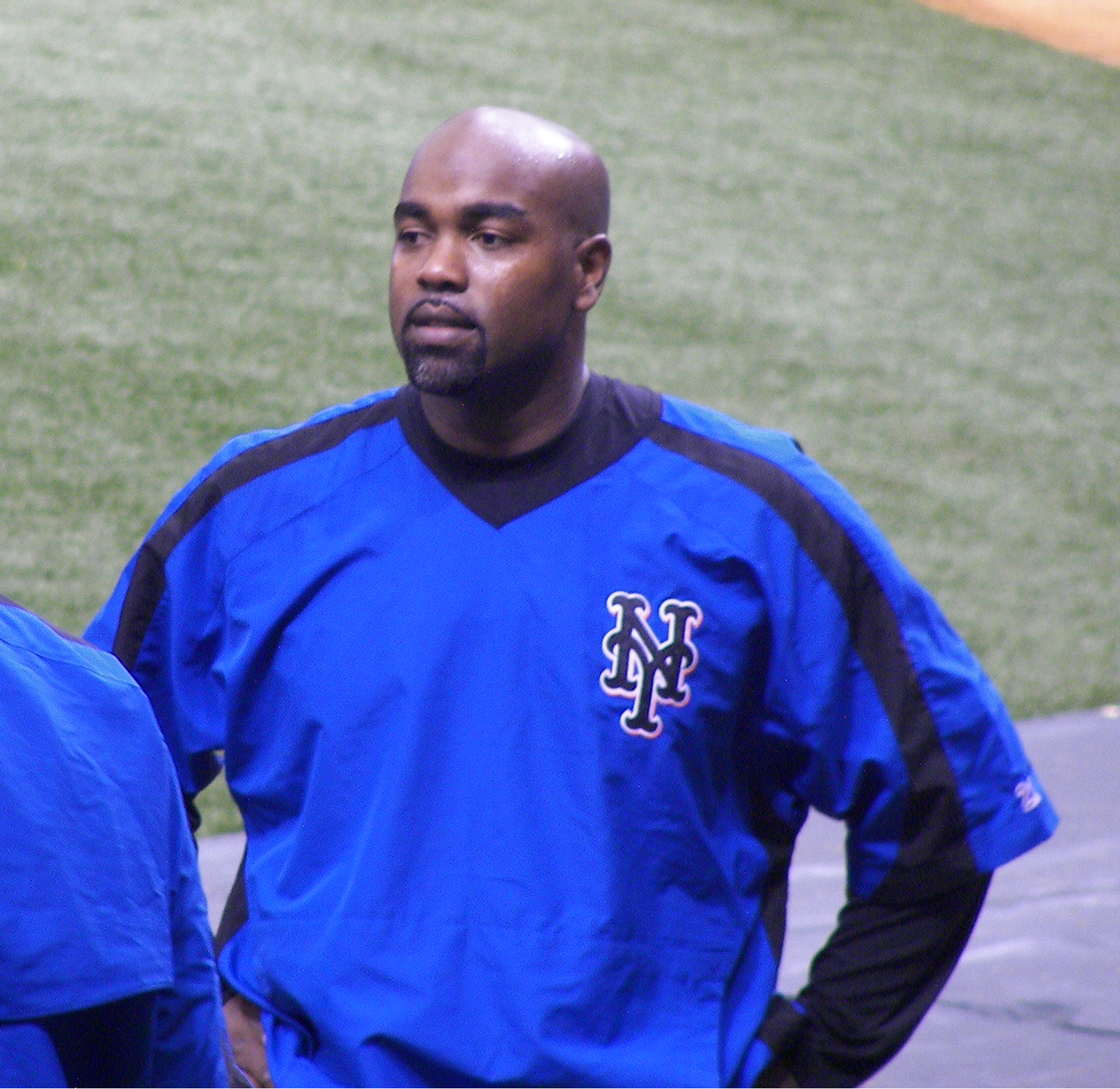
2007年效力於大都會

戴加多作為大都會的第四棒打者，表現十分優異，轟出38發全壘打及114分打點。戴加多與卡洛斯·貝爾川、大衛·萊特所組成的中心打線，幫助球隊拿下2006國聯的最佳戰績，但在國聯冠軍賽第七場敗給聖路易紅雀。該季結束，戴加多以407支全壘打成為大聯盟生涯全壘打數第41多的打者。
2007年球季季初，戴加多陷入低潮，四月時打擊率掉到兩成以下。隨著球季進行，他的表現逐漸回溫。2007年5月9日，他面對舊金山巨人擊出一發落入麥考維灣（McCovey Cove）的全壘打，成為唯一一位在AT&T球場擊出三發「落水轟」（Splash Hit）的客場球員。該年球季結束，戴加多以431發全壘打與小卡爾·瑞普肯並列生涯全壘打數第37名。
2008年春訓，戴加多被診斷出 hip impingement，不過大都會依然將它列入登錄名單。他在季初的表現依舊不佳，四月的打擊率只有.204，只轟出3發全壘打。不過，他的表現逐漸升溫。五月，打擊率回到.235，並有5支全壘打的表現。2008年6月15日，戴加多超越 Juan González，成為波多黎各打點最多的選手。 6月27日，戴加多面對紐約洋基打下9分打點創下球隊新紀錄。 明星賽前的最後一場比賽，他擊出本季第17發全壘打。 他在六月和七月的表現持續火熱，打擊率升至.260，轟出19發全壘打。7月23日至31日間，他轟下四發全壘打。
2008年8月21日面對亞特蘭大勇士的比賽中，戴加多單場五打數五安打，三安打，三分打點，並在九局下擊出再見安打。這次是他大聯盟10個球季中第一次有五打數五安打的演出。該系列賽大都會以3比0橫掃勇士。
2008年8月25日，大都會對上休士頓太空人，戴加多轟出兩支三分全壘打，最終大都會以9比1獲勝。
9月7日，他成為大都會隊史上第三位在65場比賽中打下65分打點以上的球員。
9月9日，他有七場轟出兩支全壘打以上，追平隊史單季紀錄。
戴加多在9月21日面對勇士達成生涯2000安。
10月31日，大都會執行戴加多的1,200萬選擇權。
戴加多在2008年國聯最有價值球員票選中排名第九，次於亞伯特·普荷斯、萊恩·霍華德、萊恩·布勞恩、曼尼·拉米瑞茲、蘭斯·柏克曼、C.C.薩巴西亞、大衛·萊特和布萊德·李吉。

## 生涯成績
| 年度   | 球隊           | 出賽  | 打數  | 打點  | 得分  | 安打  | 全壘打 | 四死  | 三振  | 盜壘 | 打擊率 |
| 1993年 | 多倫多藍鳥     | 2     | 1     | 0     | 0     | 0     | 0      | 1     | 0     | 0    | .000   |
| 1994年 | 多倫多藍鳥     | 43    | 130   | 24    | 17    | 28    | 9      | 25    | 46    | 1    | .215   |
| 1995年 | 多倫多藍鳥     | 37    | 91    | 11    | 7     | 15    | 3      | 6     | 26    | 0    | .165   |
| 1996年 | 多倫多藍鳥     | 138   | 488   | 92    | 68    | 132   | 25     | 58    | 139   | 0    | .270   |
| 1997年 | 多倫多藍鳥     | 153   | 519   | 91    | 79    | 136   | 30     | 64    | 133   | 0    | .262   |
| 1998年 | 多倫多藍鳥     | 142   | 530   | 115   | 94    | 155   | 38     | 73    | 139   | 3    | .292   |
| 1999年 | 多倫多藍鳥     | 152   | 573   | 134   | 113   | 156   | 44     | 86    | 141   | 1    | .272   |
| 2000年 | 多倫多藍鳥     | 162   | 569   | 137   | 115   | 196   | 41     | 123   | 104   | 0    | .344   |
| 2001年 | 多倫多藍鳥     | 162   | 574   | 102   | 102   | 160   | 39     | 111   | 136   | 3    | .279   |
| 2002年 | 多倫多藍鳥     | 143   | 505   | 108   | 103   | 140   | 33     | 102   | 126   | 1    | .277   |
| 2003年 | 多倫多藍鳥     | 161   | 570   | 145   | 117   | 172   | 42     | 109   | 137   | 0    | .302   |
| 2004年 | 多倫多藍鳥     | 128   | 458   | 99    | 74    | 123   | 32     | 69    | 115   | 0    | .269   |
| 2005年 | 佛羅里達馬林魚 | 144   | 521   | 115   | 81    | 157   | 33     | 72    | 121   | 0    | .301   |
| 2006年 | 紐約大都會     | 144   | 524   | 114   | 89    | 139   | 38     | 74    | 120   | 0    | .265   |
| 2007年 | 紐約大都會     | 139   | 538   | 87    | 71    | 139   | 24     | 52    | 118   | 4    | .258   |
| 2008年 | 紐約大都會     | 159   | 598   | 115   | 96    | 162   | 38     | 72    | 124   | 1    | .271   |
| 2009年 | 紐約大都會     | 26    | 94    | 23    | 15    | 28    | 4      | 12    | 20    | 0    | .298   |
| 合計   | 17年           | 2,035 | 7,283 | 1,512 | 1,241 | 2,038 | 473    | 1,109 | 1,745 | 14   | .280   |

## 外部連結
- 球員資訊和成績在MLB ，ESPN ，Retrosheet ，Baseball Reference ，Baseball Reference (Minors) ，Fangraphs ，The Baseball Cube （英文）